# Хірокава-Мару
Хірокава-Мару (Hirokawa Maru) — транспортне судно, яке під час Другої світової війни взяло участь в операціях японських збройних сил у Малаї, Індонезії, Бірмі та на Соломонових островах.

## Передвоєнна історія
Судно спорудили в 1940 році на верфі «Кавасакі Докярд» (Kawasaki Dockyard) у Кобе для потреб компанії «Кавасакі Кісен Кайша» (Kawasaki Kisen Kaisha).
8 лютого 1941 судно реквізували для потреб Імперської армії Японії та перетворили на судно протиповітряної оборони. При цьому Хірокава-Мару отримало зенітне озброєння з шести 75-мм гармат Type 88 та чотирьох 20-мм гармат Type 98. Можливо відзначити, що Хірокава-Мару стало єдиним у серії з 5 суден, яке не перетворили на гідроавіаносець Імперського флоту Японії.
6 листопада 1941-го судно полишило японський порт Моджі, побувало біля Шанхаю, а наприкінці місяця опинилось у порту Самах на Острові Хайнань.

## Вторгнення до Малаї
Ще до початку війни, 4 грудня 1941-го, Хірокава-Мару полишило Самах та попрямувало на південь до узбережжя В'єтнаму. Всього в цьому напрямку рушило 19 транспортів з частинами 25-ї армії, які мали висадитись на перешийку Кра, в Сінгорі, Патані (всі — Сіам) та Кота-Бару (британська Малая).
6 грудня конвой розділився на чотири загони, при цьому Хірокава-Мару опинилось серед 4 суден, які 7 грудня о 23:40 прибули до Паттані та висадили підрозділи 42-го піхотного полку 5-ї піхотної дивізії.
Вже 8 грудня судно полишило Паттані та вирушило до Шанхаю. Протягом наступних кількох тижнів воно також відвідало Хумень (порт на Хайнані) і бухту Камрань (центральна частина узбережжя В'єтнаму), звідки 18—22 січня 1942-го перейшло до Сінгори на півострові Малакка. Далі Хірокава-Мару повернулось через Сайгон (наразі Хошимін) до Камрані, куди прибуло 31 січня.

## Вторгнення на Суматру
9 лютого 1942-го Хірокава-Мару та ще 13 суден вийшли з в'єтнамської бухти Камрань та попрямували до Палембангу — центру нафтової промисловості на Суматрі (того ж дня з тією ж метою звідси вийшов ще один загін із 8 транспортів). На переході конвой атакували шість літаків, котрі потопили одне судно та пошкодили кілька інших. Втім, Хірокава-Мару не постраждало, а 16 лютого конвой здійснив висадку в Палембанзі.
27 лютого — 3 березня Хірокава-Мару перейшло з Палембангу до Сінгапуру. Звідси воно 10—12 березня перейшло до Laboehanroekoe (на північно-східному узбережжі Суматри за п'ять сотень кілометрів від Сінгапуру), а 15 березня повернулось у Сінгапур.

## Операція у Бірмі
19 березня 1942-го Хірокава-Мару разом зі ще 31 судном вийшло з Сінгапуру в напрямку Бірми. 20 березня біля Пенангу Хірокава-Мару та ще 8 транспортів відокремились від основних сил (які продовжили рух до головного бірманського міста Рангуну) та вирушили в напрямку Андаманських островів. 23 березня Хірокава-Мару висадило батальйон 18-ї піхотної дивізії у Порт-Блер, не зустрівши при цьому якогось спротиву.
23—26 березня судно повернулось до Сінгапуру, а вже наступного дня знову вирушило до Порт-Блер, куди прибуло 2 квітня. 3 квітня Хірокава-Мару попрямувало до Рангуну, в якому перебувало з 8 по 13 число, а 18 квітня вчергове досягнуло Сінгапуру.
До кінця літа 1942-го Хірокава-Мару здійснило численні рейси та відвідало Сайгон, японський порт Уджина, головне місто Філіппін Манілу, Осаку, порт Хумень на острові Хайнань, Белаван на Суматрі, Дайрен (наразі Далянь) у Маньчжурії.

## Конвой до Рабаулу
8 вересня 1942-го Хірокава-Мару полишило Кобе, 21—27 вересня побувало в Сінгапурі, звідки 29—30 вересня перейшло до Сурабаї на острові Ява. Тут воно завантажило військовослужбовців Імперської армії та невдовзі вирушилу у складі конвою до Рабаулу — головної передової бази японців у архіпелазі Бісмарка, з якої провадились операції на Соломонових островах та сході Нової Гвінеї. На той час уже два місяці йшла важка битва за Гуадалканал і в регіон прибували численні японські конвої з військами та озброєнням.
19 жовтня конвой прибув до острова Нова Британія.

## Участь у битві за Гуадалканал
У певний момент Хірокава-Мару вирішили залучити до наймасштабнішої операції з доставки підкріплень на Гуадалканал. 12 листопада транспорти з військами полишили Шортленд (прикрита групою невеликих островів Шортленд акваторія біля південного завершення острова Бугенвіль), проте невдовзі повернулись на тлі повідомлень про жорстоку битву надводних кораблів біля району висадки.
У другій половині дня 13 листопада 11 транспортів, розділених на два ешелони, рушили з району Шортленд до Гуадалканалу. Хірокава-Мару належав до більш швидкого першого ешелону, що мав висадити доправлених вояків біля Тассафаронгу. Транспорти супроводжували 11 есмінців, а повітряне прикриття надавали літаки базової авіації та гідролітаки з бази в Шортленді.
Судна завершували прохід між островами Нова Джорджія та Санта-Ісабель і наближались до Гуадалканалу, коли невдовзі після опівдня 14 листопада почались потужні удари американської авіації. До кінця дня були потоплені шість транспортів, ще один зазнав пошкодження та повернув до Шортленду. Біля опівночі 4 транспорти, що лишились, стали на якір західніше від Гуадалканалу, перечікуючи шквал та очікуючи, чим завершиться нова битва надводних кораблів. Невдовзі вони дістали наказ рушати уперед та викинутись на берег острова. Хірокава-Мару вдалось зробити це біля Тассафронгу (там же викинулось ще одне судно, тоді як інші два досягнули острова дещо західніше — біля Dome Cove та Аруліго-Пойнт). Вранці літаки з аеродрому Гендерсон-Філд та польова артилерія почали завдавати ударів по району перебування транспортів, пізніше до них приєднався й есмінець USS Meade, який наблизився та вів вогонь із гармат головного калібру протягом години. Як наслідок, хоча військовослужбовців і вдалось висадити, проте виявилась втраченою основна частина боєприпасів та продовольства (всього ж за підсумками операції японці втратили не лише всі 11 транспортів, але й обидва залучені до неї лінійні кораблі).
Наразі з води видніються елементи носової частини, тоді як залишки кормової частини лежать на глибині 55 метрів.